# Hugues Quenin
Pour les articles homonymes, voir Quenin.
Hugues Quenin (né le 2 avril 1808 à Tignieu-Jameyzieu et décédé le 29 mai 1878 à Pont-de-Chéruy) est un architecte français.

## Réalisations

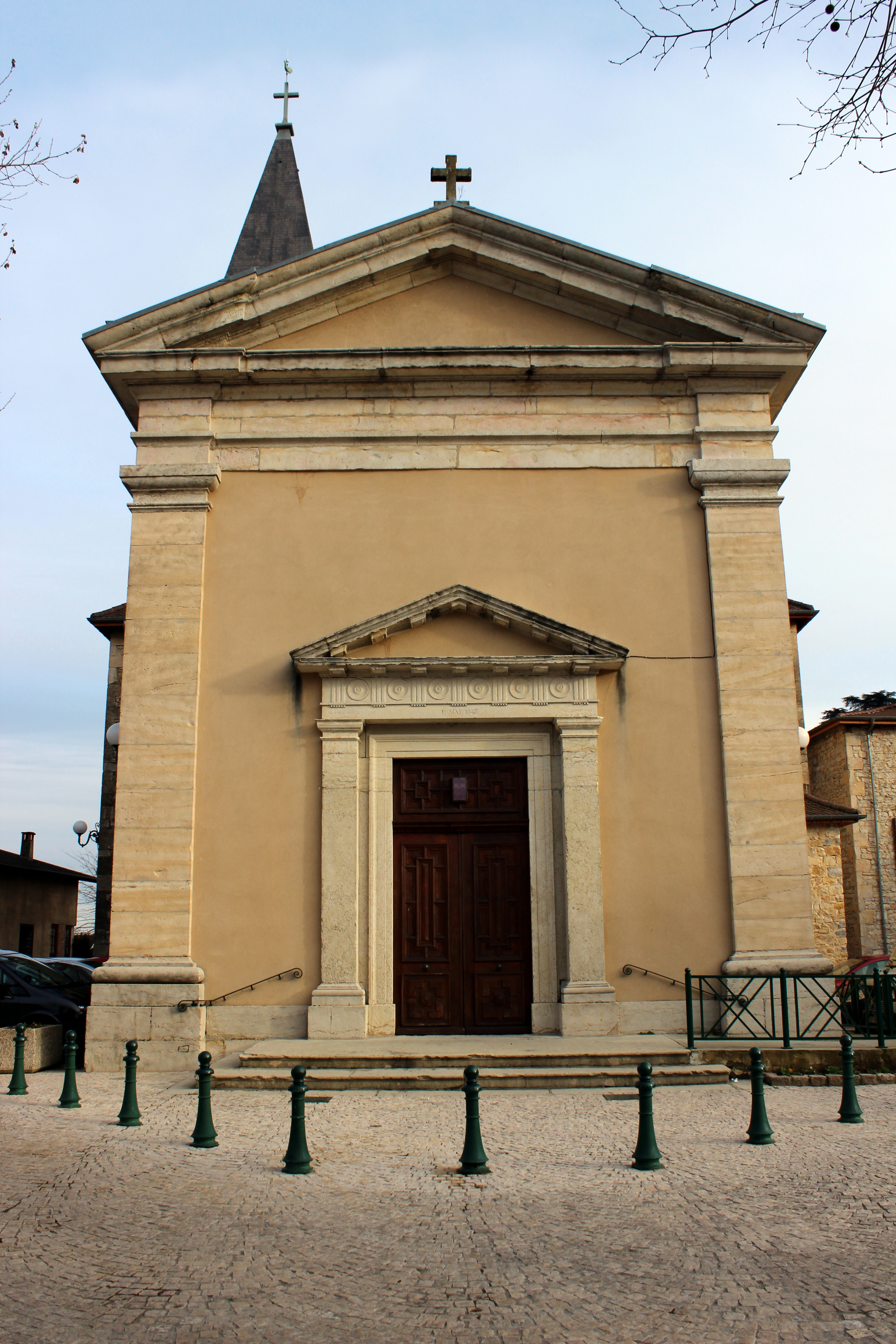
L'église de Vaulx-Milieu.

- Église Sainte-Madeleine de Vaulx-Milieu[3] ;
- église paroissiale Notre-Dame de Annoisin-Chatelans[4] ;
- église paroissiale Saint-Christophe de Chamagnieu en 1844[4],[5] ;
- église paroissiale Saint-Blaise de Chozeau[4] ;
- église paroissiale Saint-Martin de Dizimieu[4] ;
- église paroissiale Saint-Julien de Frontonas[4] ;
- église paroissiale de Moras[4] ;
- église paroissiale Saint-Pierre de Parmilieu[4] ;
- église paroissiale Saint-Hilaire de Saint-Hilaire-de-Brens[4] ;
- église paroissiale Notre-Dame de Saint-Romain-de-Jalionas[4] ;
- chapelle Saint-Clair de Chamagnieu[4] ;
- presbytère de Vertrieu[4] ;
- mairie de Frontonas[4] ;
- mairie de Panossas[4] ;
- mairie de Parmilieu[4] ;
- mairie de Courtenay
- cimetière de Dizimieu[4] ;
- cimetière de La Balme-les-Grottes[6].